# Sils Maria
Sils Maria je francouzsko-švýcarsko-německé filmové drama. Natočil jej režisér Olivier Assayas podle vlastního scénáře a premiéru mělo 23. května 2014 na Filmovém festivalu v Cannes. Později bylo uvedeno například na Torontském a Newyorském filmovém festivalu. Pojednává o herečce Marii Enders (Juliette Binocheová) a jejím vztahu s americkou asistentkou Valentine (Kristen Stewartová) a další herečkou Jo-Ann Ellis (Chloë Moretzová). Dále ve filmu hráli například Lars Eidinger, Gilles Tschudi a Brady Corbet. Natáčení filmu probíhalo od srpna do října 2013 převážně ve švýcarské obci Sils im Engadin/Segl (tj. Sils Maria). Stewartová za roli získala Césara pro nejlepší herečku ve vedlejší roli.

## Obsazení
| Juliette Binocheová | Maria Enders          |
| Kristen Stewartová  | Valentine             |
| Chloë Moretzová     | Jo-Ann Ellis          |
| Johnny Flynn        | Christopher Giles     |
| Lars Eidinger       | Klaus Diesterweg      |
| Hanns Zischler      | Henryk Wald           |
| Brady Corbet        | Piers Roaldson        |
| Aljoscha Stadelmann | Urs Kobler            |
| Benoit Peverelli    | Berndt                |
| Luise Berndt        | Nelly                 |
| Angela Winkler      | Rosa Melchior         |
| Gilles Tschudi      | Curyšský starosta     |
| Caroline de Maigret | tisková atašé Chanelu |
| Claire Tran         | Mei-Ling              |
| Jakob Kohn          | manažer Jo-Ann        |